# Operador escada
Em álgebra linear, e em suas aplicações em mecânica quântica, um operador escada ou operador de escada (tais como os operadores elevador ou de criação e abaixador ou de destruição) é um operador que aumenta ou diminui o autovalor de outro operador. Em mecânica quântica, o operador elevador é também é conhecido como operador de criação, enquanto o abaixador é chamado de operador de destruição ou aniquilação. Aplicações dos operadores escada podem ser vistas em mecânica quântica no oscilador harmônico quântico e no momento angular.

## Propriedades gerais
Suponhamos que os operadores {\displaystyle {\hat {X}}\,} e {\displaystyle {\hat {N}}\,} tenham uma relação de comutação que é proporcional ao operador {\displaystyle {\hat {X}}\,}
{\displaystyle [{\hat {N}},{\hat {X}}]=c{\hat {X}}\,}
sendo {\displaystyle c\,} um escalar. Se {\displaystyle |n\rangle } é um auto-estado de {\displaystyle {\hat {N}}}, ou seja, 
{\displaystyle {\hat {N}}|n\rangle =n|n\rangle ,}
Em seguida, o operador {\displaystyle {\hat {X}}\,} atuará em {\displaystyle |n\rangle }, acrescentando assim, {\displaystyle c} ao auto-valor, isto é,
| {\displaystyle {\hat {N}}{\hat {X}}\|n\rangle } | {\displaystyle {}=({\hat {X}}{\hat {N}}+[{\hat {N}},{\hat {X}}])\|n\rangle } |
|                                                 | {\displaystyle {}=({\hat {X}}{\hat {N}}+c{\hat {X}})\|n\rangle }             |
|                                                 | {\displaystyle {}={\hat {X}}{\hat {N}}\|n\rangle +c{\hat {X}}\|n\rangle }    |
|                                                 | {\displaystyle {}={\hat {X}}n\|n\rangle +c{\hat {X}}\|n\rangle }             |
|                                                 | {\displaystyle {}=(n+c){\hat {X}}\|n\rangle .}                               |

Em outras palavras, se {\displaystyle |n\rangle } é um auto-estado de {\displaystyle {\hat {N}}} com auto-valor {\displaystyle n}, então {\displaystyle {\hat {X}}|n\rangle } é um auto-estado de {\displaystyle {\hat {N}}} com auto-valor {\displaystyle n+c}. O operador {\displaystyle {\hat {X}}} será um operador elevador para {\displaystyle {\hat {N}}} se {\displaystyle c} for real e positivo, e um operador abaixador para {\displaystyle {\hat {N}}} se {\displaystyle c} for real e negativo.
Se {\displaystyle {\hat {N}}} é um operador hermitiano, então {\displaystyle c} deve ser real, sendo que o operador adjunto de {\displaystyle {\hat {X}}} obedece a seguinte relação: 
{\displaystyle [{\hat {N}},{\hat {X^{\dagger }}}]=-c{\hat {X^{\dagger }}}.\quad }
Em particular, se {\displaystyle {\hat {X}}} é um operador abaixador para {\displaystyle {\hat {N}}}, então {\displaystyle {\hat {X^{\dagger }}}} é um operador elevador para {\displaystyle {\hat {N}}}, e vice-versa.  